# Příbram na Moravě
Pour les articles homonymes, voir Pribram.
Příbram na Moravě (en allemand : Pschibram) est une commune du district de Brno-Campagne, dans la région de Moravie-du-Sud, en République tchèque. Sa population s'élevait à 656 habitants en 2020.

## Géographie
Příbram na Moravě se trouve à 11 km à l'est de Náměšť nad Oslavou, à 23 km à l'ouest du centre de Brno et à 167 km au sud-est de Prague.
La commune est limitée par Zbraslav et Litostrov au nord, par Rosice et Zastávka à l'est, par Babice u Rosic et Zakřany au sud, et par Vysoké Popovice et Újezd u Rosic à l'ouest.

## Histoire
La première mention écrite de la localité date de 1237.